# Christian Kuntner
Christian Kuntner, född 15 januari 1962, död 18 maj 2005 i Nepal, var en bergsbestigare från Sydtyrolen.
Kuntner hann bestiga 13 av 14 berg över 8 000 meter, bland annat hade han 1995 bestigit Mount Everest. Den 18 maj 2005 gjorde han sitt fjärde försök att bestiga det 8 091 meter höga Annapurna i Himalaya när han omkom i en lavin.